# Culinária do País de Gales

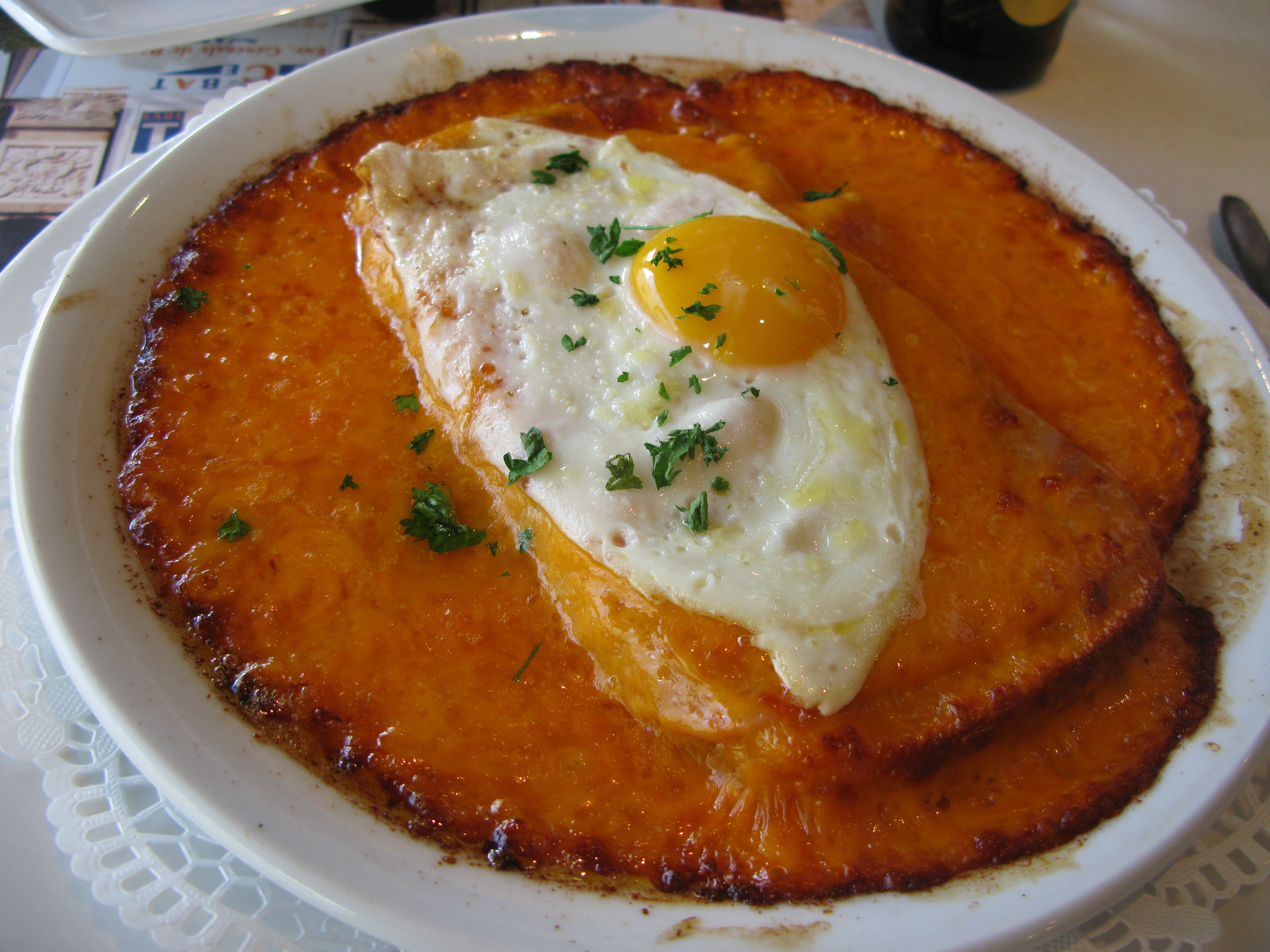
Rarebit galês com um ovo.

A culinária do País de Gales é um conjunto específico de tradições e práticas associadas do País de Gales. Possui influência, bem como influencia a culinária britânica. A criação de ovinos é de forma extensa no país e a carne de cordeiro é tradicionalmente associada a cozinha galesa, como por exemplo em pratos de cordeiro assado com molho de hortelã fresca. A culinária galesa frequentemente inclui frutos do mar , tradicionalmente nas proximidades do litoral, onde a cultura de  pescar é bastante forte. O alho-poró, devido ao seu papel como vegetal nacional , também é usado de maneira frequente em Gales.

## Pratos do País de Gales
- Tatws Pum Munud (em inglês: five minute potatoes): um cozido tradicional galês, feito com batatas, legumes e bacon, sendo cozidos em cima do fogão.
- Tatws Popty (em inglês: oven potatoes): um cozido tradicional , feito com batatas, legumes e um conjunto de carne e cozidos no forno.
- Teisennau Tatws (Inglês: Potato Cakes), é um prato de batata, servido como acompanhamento -  não é um prato principal por si só.
- Bara brith, "pão manchado" : é um pão doce que se originou no País de Gales. Ele é tradicionalmente feito com uvas passas, groselha Zante, e cascas cristalizadas.
- Cawl : um ensopado de borrego e de Gales com alho-poró.
- Cordeiro assado com molho de pia ou com molho de hortelã.
- Torta do pastor: um tipo de torta de carne de cordeiro feito com purê de batatas,  frequentemente associada com País de Gales.
- Faggots são almôndegas galesas feitas a partir de cordeiro ou de fígado de porco, cebola.
- Salsicha Glamorgan (em galês: Selsig Morgannwg): é queijo, ovos e farinha de rosca em forma de uma salsicha.
- Sopa de alho-poró (em galês: Cawl cennin ou Cawl Mamgu "cozido da avó")
- Lobscows : um guisado popular em Holyhead e Anglesey.

## Culinária tradicional
O queijo tem sido uma tradicional comida em Gales, com o Welsh Rarebit sendo um prato nacional popular desde os tempos dos Tudor, embora fosse conhecido como caws pobi. O melhor queijo conhecido desde país é o Caerphilly, contudo muitos outros tipos podem existir, incluindo  Y Fenni, Tintern e Pantysgawn.